# سباق باريس روبيه 1908
طواف باريس 1908 هو سباق دراجات هوائية أقيم بتاريخ 19 أبريل، تكون السباق من مرحلة واحدة، وامتدّ لمسافة 271 كم بسرعة 25.630 كم/س، استغرق السباق 10 ساعات و34 دقيقة و25 ثانية.